# コンコーダンサー
コンコーダンサー（Concordancer）とは、検索語を行の中央に置き、左右に文脈を配置するKWIC (KeyWord In Context) という形式で検索結果を表示するプログラムである。コーパスの分析に活用される。日本語ではコンコーダンサとも表記される。

## 沿革
キーワードを中心に配置し、その前後の文脈を記載した「コンコーダンス」の作成は、13世紀のラテン語ブルガダ訳聖書のコンコーダンス編纂にまで遡る。また、電子テキストを対象としたコンコーダンスの作成は1951年に初めて行われたと言われている。コンピュータでコンコーダンスを作成できる「コンコーダンサー」が登場したのは1980年代とされる。

## 評価
赤瀬川史朗は、コンコーダンサーと紙に出力されたコンコーダンスを比較して、以下のように述べている。
赤野一郎と井上永幸は、KWICコンコーダンスにより、辞書編纂において以下の作業を正確かつ効率的に行うことができると指摘している。